# Luther Singh
Luther Wesley Singh (født 5. august 1997) er en sydafrikansk professionel fodboldspiller, der spiller for den cypriotiske klub AEL Limassol. Han har tidligere spillet for den danske superligaklub F.C. København.
Inden Singh kom til F.C. København havde han spillet i bl.a. svenske GAIS og i portugisiske S.C. Braga. Opholdet i F.C. København var præget af en længere skadespause og var ikke succesfuldt.
Luther Singh blev udlejet til den portugisiske klub GD Chaves for sæsonen 2022/23, og kontrakten med FCK blev herefter ophævet, hvorefter Singh fik kontrakt med Čukarički. Singh nåede at spille 16 kampe for Čukarički, heraf én startplads, inden kontrakten ophørte i januar 2024.  
I sommerpausen 2024 skrev Singh en et-årig kontrakt med cypriotiske AEL Limassol med mulighed for forlængelse med yderligere et år. 
Singh har tillige spillet for det sydafrikanske fodboldlandshold. Før han fik sin debut på Sydafrikas A-landshold repræsenterede han U/20-landsholdet, hvor han blev tildelt hæderen "Golden Boot" ved både 2016 COSAFA U/20-mesterskaberne og ved 2017 udgaven af Africa U-20 Cup of Nations.

## Klubkarriere

### Begyndelsen
Singh gik som ung spiller på fodboldakademiet Stars of Africa, som han kom på, da han var 11 efter at være opdaget af scouten Farouk Khan. Da han var 16 år, fik han mulighed for at træne i de brasilianske klubber Vasco da Gama og Fluminense.

### GAIS
Singh fik i 2015 kontrakt i svenske GAIS i den næstbedste svenske række. I den første sæson i GAIS spillede Singh kant og scorede to mål i otte kampe, indtil han blev ramt af en skade, der holdt ham ude resten af sæsonen. I 2016-sæsonen spillede han angriber og scorede sit første hat-trick i karrieren, da GAIS vandt 7-0 over Ängelholm. I juli bekræftede Singh, at Real Madrid B og Swansea tidligere havde vist interesse i et køb. GAIS afviste dog disse henvendelser og ønskede at gøre brug af Singh indtil kontraktudløb. I august samme år afviste Singh et skift til Serie A-klubben Pescara, i forventningen om at få en bedre aftale ved kontraktudløb. Han nåede 28 kampe i Superettan, hvor han scorede ni mål.

### Braga
Efter udløb af kontrakten i GAIS skrev Singh kontrakt med portugisiske S.C. Braga den 21. januar 2017. I Braga spillede han for klubbens reservehold i LigaPro. Han spillede 52 kampe for Bragas reservehold, hvor han scorede 14 mål over 1½ sæson.

#### Udlån til Chaves
I januar 2019 blev Singh udlånt til Primeira Liga-holdet Chaves for resten af sæsonen. Han fik debut den 3. januar 2019, hvor han blev kåret til "kampens spiller". Han nåede at score to mål i 19 kampe for klubben, men Chaves rykkede ned ved sæsonens slutning, hvorefter lejemålet ophørte.

#### Udlån til Moreirense
Den 13. august 2019 blev han udlånt til Moreirense for sæsonen 2019/20.

#### Udlån til Pacos de Ferreira
Den 21. september 2020 blev han udlånt til en anden portugisisk klub, Pacos de Ferreira.

### FC København
Den 18. august 2021 blev han præsenteret som ny spiller i FCK. Kontrakten gælder indtil sommeren 2025, og Singh fik tildelt trøje nummer 7.
Singh opnåede imidlertid begrænset spilletid i FCK i sæsonen 2021/22, hvor det alene blev til 129 minutters spilletid, bl.a. pga. sygdom. Rygnummeret blev i sommerpausen udskiftet til nr. 28.

#### GD Chaves
Den 24. august 2022 blev det offentliggjort, at FCK havde udlejet Singh til portugisiske GD Chaves for resten af sæsonen.
Efter lejemålet ophør afsøgte Luther Singh og F.C. København mulighederne for at finde en ny klub til Singh, men uden held, og ved transfervinduets udløb blev kontrakten ophævet.

### FK Čukarički
Kort efter ophævelsen af kontrakten med FCK indgik Singh kontrakt med serbiske FK Čukarički.

## Landsholdskarriere

### Sydafrika U/20
Singh spillede for Sydafrikas U/20-landshold ved 2016 COSAFA U/20 Mesterskaber hvor han opnåede stor succes med bl.a. et hattrick i semifinalen. Sydafrika tabte finalen, men Singh leverede en assist i holdets 1-2 nederlag til Zambia. Efter turneringen modtog Singh prisen Golden Boot for sine fem mål i turneringen. Han spillede også for U/20holdet ved 2017 udgaven af Africa U/20 Cup of Nations, hvor han scorede hattrick i åbningskampen mod Cameroun. Han scorede også med Senegal førend Sydafrika røg ud til Zambia. Singhs fire mål og to assists i turneringen gav ham igen prisen "Golden Boot" og en plads på turneringens hold. I maj samme år blev han udtaget til Sydafrikas trup til U/20-VM.

### Sydafrika A-landshold
Efter succes på ungdomsholdet blev han marts 2018 udtaget til det sydafrikanske A-landshold, hvor han sad på bænken i en venskabskamp mod Guinea-Bissau og fik debut senere på måneden mod Angola. Han spillede for Sydafrika ved 2018 udgaven af COSAFA Cup og i 2019-udgaven, hvor han scorede mod Botswana og Uganda.